# How R U Doin?
How R U Doin? è un singolo del gruppo musicale pop Aqua, pubblicato il 14 marzo 2011 dall'etichetta discografica Universal in Scandinavia, Nuova Zelanda, Stati Uniti e Canada.
Di genere europop, il brano anticipa la pubblicazione del terzo album di inediti del gruppo, in uscita a distanza di undici anni dal precedente.

## Tracce
Download digitale
1. How R U Doin? – 3:21

## Classifiche
| Classifiche (2011) | Posizione massima |
| ------------------ | ----------------- |
| Danimarca          | 4                 |